# Queimada tripla sem assistência

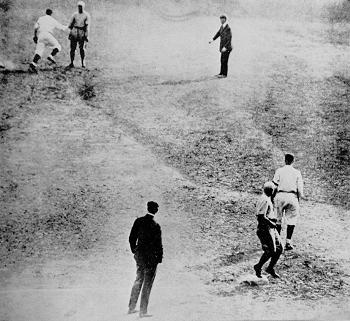
Bill Wambsganss (acima à esquerda, de branco) completa sua queimada tripla sem assistência no jogo 5 da World Series de 1920. A única vez que uma queimada tripla sem assistência foi executada na pós-temporada.

No beisebol, uma queimada tripla sem assistência ocorre quando um jogador da defesa  elimina três jogadores adversários em uma jogada sem a ajuda de nenhum companheiro de equipe. Neal Ball foi o primeiro a conseguir o feito na Major League Baseball (MLB) sob as regras modernas, em 19 de Julho de 1909. Para esta jogada ser possível, não pode haver nenhum eliminado na entrada e ao menos dois corredores em base. Normalmente,  isto é conseguido quando um jogador de campo pega uma bola de meia altura próximo a segunda base (um eliminado), toca a base para eliminar o corredor que começa a correr (dois elimados) e toca um corredor antes que ele possa retornar à sua base de origem (três eliminados).
Na MLB, um total de quinze jogadores conseguiram executar uma queimada tripla sem assistência, fazendo esta proeza mais rara do que um jogo perfeito, que já foi conseguido por 23 jogadores. Destes quinze, oito foram interbases, cinco eram  homens de segunda base e dois eram  homens de primeira base. Dois destes jogadores (ambos ativos) tinham jogado por apenas um time das grandes ligas, até que um deles, Asdrubal Cabrera, foi trocado pelo Cleveland Indians para o Washington Nationals em 2014. O Cleveland Indians é a única franquia com três jogadores que conseguiram o feito no seu rol: Ball, Bill Wambsganss e Cabrera. O menor tempo entre duas queimadas triplas sem assistência ocorreu em Maio de 1927, quando Johnny Neun executou a proeza menos do que 24 horas depois de Jimmy Cooney. Por outro lado, levou mais que 41 temporadas depois da jogada de Johnny Neun até que  Ron Hansen repetisse o feito em 30 de Julho de 1968, fazendo deste o maior intervalo entre duas queimadas triplas sem assistência. O último jogador a fazer uma queimada tripla sem assistência é Eric Bruntlett, conseguindo o feito em 23 de Agosto de 2009. Apenas Neun e Bruntlett executaram queimadas triplas sem assistência que finalizaram a partida.

## Prática
A maioria das queimadas triplas sem assistência tem a seguinte forma: um jogador pega uma bola de meia altura (line drive) (um eliminado), pisa na  base para eliminar o corredor (dois eliminados) e toca em outro corredor que chega na próxima base (três eliminados) (quase universalmente, a "próxima base" é a mesma base em que houve o segundo eliminado). Menos frequentemente, a ordem dos dois últimos eliminados é inversa.
É praticamente impossível uma queimada tripla sem assistência ocorrer ao menos que o jogador esteja posicionado entre os dois corredores. Por esta razão, a maioria destas jogadas tem sido executadas por campistas internos: (segunda base e interbases). Apenas duas foram completadas por jogadores de primeira base; em ambos os casos, eles foram capazes de atingir a segunda base antes do corredor que retornava à base. Por exemplo, após conseguir os dois primeiros eliminados, o primeira base do Tigers, Johnny Neun ignorou os gritos de seu interbases para lhe jogar a bola e ao invés disso, correu para a segunda base para eliminar o último corredor. A única queimada tripla sem assistência que não aconteceu destas formas, aconteceu no século 19, sob regras que não mais tem efeito.
A queimada tripla sem assistência, o jogo perfeito, rebater quatro home runs em um jogo e cinco  rebatidas extrabases em um jogo são comparáveis em termos de raridade, mas o jogo perfeito, rebater quatro home runs em um jogo requerem um extraordinário esforço com uma boa dose de sorte. Em contraste, a queimada tripla sem assistência é essencialmente uma questão de sorte: uma combinação das circunstâncias corretas com um relativamente simples esforço de apanhar a bola e correr na direção correta com ela.

## Jogadores que conseguiram uma queimada tripla sem assistência
| Jogador       | Nome do jogador                                            |
| Posição       | A posição do jogador durante a queimada tripla             |
| Data          | Data do jogo                                               |
| Time          | O time do jogador na época do jogo                         |
| Time oponente | O time contra o qual o jogador conseguiu a queimada tripla |
| Entrada       | A entrada em que ocorreu a queimada tripla                 |
| Jogada        | A ordem em que a queimada tripla aconteceu                 |
| ‡             | Jogador ativo                                              |
| AL            | American League                                            |
| NL            | National League                                            |

### Era moderna
| Jogador           | Posição       | Data                   | Time                  | Oponente              | Liga | Entrada | Jogada | Ref           |
| ----------------- | ------------- | ---------------------- | --------------------- | --------------------- | ---- | ------- | --- | ------------- |
| Neal Ball         | Interbases    | 19 de Julho de 1909    | Cleveland Naps        | Boston Red Sox        | AL   | 2ª      | Pegou bola de meia altura, pisou na 2ª base e tocou o corredor.                                                | [ 10 ]        |
| Bill Wambsganss   | Segunda-base  | 10 de Outubro de 1920  | Cleveland Indians     | Brooklyn Robins       | WS   | 5ª      | Pegou bola de meia altura, pisou na 2ª base e tocou o corredor.                                                | [ 11 ]        |
| George Burns      | Primeira-base | 14 de Setembro de 1923 | Boston Red Sox        | Cleveland Indians     | AL   | 2ª      | Pegou bola de meia altura, tocou no corredor e pisou na 2ª base.                                               | [ 12 ]        |
| Ernie Padgett     | Interbases    | 6 de Outubro de 1923   | Boston Braves         | Philadelphia Phillies | NL   | 4ª      | Pegou bola de meia altura, pisou na 2ª base e tocou o corredor.                                                | [ 13 ]        |
| Glenn Wright      | Interbases    | 7 de Maio de 1925      | Pittsburgh Pirates    | St. Louis Cardinals   | NL   | 9ª      | Pegou bola de meia altura, pisou na 2ª base e tocou o corredor.                                                | [ 14 ] [ 15 ] |
| Jimmy Cooney      | Interbases    | 30 de Maio de 1927     | Chicago Cubs          | Pittsburgh Pirates    | NL   | 4ª      | Pegou bola de meia altura, pisou na 2ª base e tocou o corredor.                                                | [ 16 ]        |
| Johnny Neun       | Primeira-base | 31 de Maio de 1927     | Detroit Tigers        | Cleveland Indians     | AL   | 9ª      | Pegou bola de meia altura, tocou no corredor e pisou na 2ª base, eliminando corredor que voltava para 2ª base. | [ 17 ] [ 18 ] |
| Ron Hansen        | Interbases    | 30 de Julho de 1968    | Washington Senators   | Cleveland Indians     | AL   | 1ª      | Pegou bola de meia altura, pisou na 2ª base e tocou o corredor.                                                | [ 19 ]        |
| Mickey Morandini  | Segunda-base  | 20 de Setembro de 1992 | Philadelphia Phillies | Pittsburgh Pirates    | NL   | 6ª      | Pulou para pegar a bola de meia altura, pisou na 2ª base e tocou o corredor.                                   | [ 20 ]        |
| John Valentin     | Interbases    | 8 de Julho de 1994     | Boston Red Sox        | Seattle Mariners      | AL   | 6ª      | Pegou bola de meia altura, pisou na 2ª base e tocou o corredor.                                                | [ 21 ]        |
| Randy Velarde     | Segunda-base  | 29 de Maio de 2000     | Oakland Athletics     | New York Yankees      | AL   | 6ª      | Pegou bola de meia altura, tocou no corredor e pisou na 2ª base.                                               | [ 22 ]        |
| Rafael Furcal     | Interbases    | 10 de Agosto de 2003   | Atlanta Braves        | St. Louis Cardinals   | NL   | 5ª      | Pegou bola de meia altura, pisou na 2ª base e tocou o corredor.                                                | [ 23 ] [ 24 ] |
| Troy Tulowitzki‡  | Interbases    | 29 de Abril de 2007    | Colorado Rockies      | Atlanta Braves        | NL   | 7ª      | Pegou bola de meia altura, pisou na 2ª base e tocou o corredor.                                                | [ 25 ] [ 26 ] |
| Asdrúbal Cabrera‡ | Segunda-base  | 12 de Maio de 2008     | Cleveland Indians     | Toronto Blue Jays     | AL   | 5ª      | Pegou bola de meia altura, pisou na 2ª base e tocou o corredor.                                                | [ 27 ] [ 28 ] |
| Eric Bruntlett    | Segunda-base  | 23 de Agosto de 2009   | Philadelphia Phillies | New York Mets         | NL   | 9ª      | Pegou bola de meia altura, pisou na 2ª base e tocou o corredor.                                                | [ 8 ] [ 29 ]  |

‡ Jogador ativo.